# BitComet
BitComet ist ein Bittorrent-Client für Windows und macOS, der in C++ geschrieben wurde.
BitComet wird unter einer proprietären Lizenz für nicht-kommerzielle Nutzung kostenlos zur Verfügung gestellt (Freeware) und enthält Werbung (Adware), die jedoch seit der Version 0.89 vom Nutzer nach Belieben abgeschaltet werden kann; die Quelltexte liegen nicht offen.

## Funktionen
- simultanes Herunterladen
- Download-Warteschlange
- Auswählen einzelner Dateien innerhalb einer Torrentdatei
- Chatten
- Port-Mapping
- Proxy
- IP-Adressen-Filterung
- Unterstützung für trackerlose Torrents, die mit dem klassischen Client kompatibel sind
- Plugin für eMule-Unterstützung

## Probleme mit früheren Versionen
Bei einigen früheren Versionen gab es technische Probleme:
  
So wurden bspw. Versionen vor 0.61 von vielen privaten Trackern gebannt, da diese Versionen das „privat“-Attribut nicht berücksichtigten und die Dateien via DHT verteilten.

Auch die Version 0.81 fiel in Ungnade, weil sie eine zu hohe Uploadgeschwindigkeit angab und damit das so genannte Superseeding ausnutzte.